# Мультиплексирование
В информационных технологиях и связи, мультиплекси́рование (англ. multiplexing, muxing) — уплотнение канала связи, то есть передача нескольких потоков данных с меньшей скоростью по одному каналу связи. Или иначе: создание в исходном канале связи нескольких подканалов связи с меньшей пропускной способностью.
В телекоммуникациях мультиплексирование подразумевает передачу данных по нескольким логическим каналам связи в одном физическом канале. Под физическим каналом подразумевается реальный канал со своей пропускной способностью — медный или оптический кабель, радиоканал.
В информационных технологиях мультиплексирование подразумевает объединение нескольких потоков данных (виртуальных каналов) в один. Примером может послужить видеофайл, в котором поток (канал) видео объединяется с одним или несколькими каналами аудио.
Устройство или программа, осуществляющая мультиплексирование, называется мультиплексором.

## Принципы мультиплексирования

### Мультиплексирование с разделением по частоте (FDM)

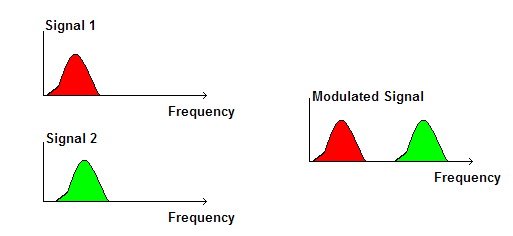
Мультиплексирование 2 каналов с разделением по частоте

#### Технология
Мультиплексирование с разделением по частоте (англ. FDM, Frequency Division Multiplexing) предполагает размещение в пределах полосы пропускания исходного канала связи нескольких каналов связи с меньшей шириной. Наглядным примером может послужить радиовещание, где в пределах одного канала (радиоэфира) размещено множество радиоканалов на разных частотах (в разных частотных полосах).

#### Основные применения
Используется в сетях мобильной связи (см. FDMA) для разделения доступа, в волоконно-оптической связи аналогом является мультиплексирование с разделением по длине волны (WDM, Wavelength Division Multiplexing) (где частота — это цвет излучения излучателя), в природе — все виды разделений по цвету (частота электромагнитных колебаний) и тону (частота звуковых колебаний).

### Мультиплексирование с разделением по времени (TDM)

#### Технология
Мультиплексирование с разделением по времени (англ. TDM, Time Division Multiplexing) предполагает кадровую передачу данных, при этом переход с каналов меньшей ширины (пропускной способности) на каналы с большей освобождает резерв для передачи в пределах одного кадра большего объёма нескольких кадров меньшего.
На рисунке: А, В и С — мультиплексируемые каналы с пропускной способностью (шириной) N и длительностью кадра Δt; E — мультиплексированный канал с той же длительностью Δt, но с шириной M*N, один кадр которого (суперкадр) несёт в себе все 3 кадра входных мультиплексируемых сигналов последовательно, каждому каналу отводится часть времени суперкадра — таймслот, длиной ΔtM=Δt/M
Таким образом, канал с пропускной способностью M * N может пропускать M каналов с пропускной способностью N, причём при соблюдении канальной скорости (кадров в секунду) результат демультиплексирования совпадает с исходным потоком канала (А, В или С на рисунке) и по фазе, и по скорости, то есть протекает незаметно для конечного получателя.

#### Основные применения
- беспроводные TDMA-сети, Wi-Fi, WiMAX;
- канальная коммутация в PDH и SONET/SDH;
- пакетная коммутация в ATM, Frame Relay, Ethernet, FDDI;
- коммутация в телефонных сетях;
- последовательные шины: PCIe, USB.

### Статистическое мультиплексирование

#### Технология
Называется также мультиплексированием по требованию (англ. On-Demand Multiplexing). Схема асинхронна: общий выходной поток формируется входящими каналами, блоки данных (пакеты) по которым прибывают через различные, в том числе случайные, интервалы времени, независимо от прибытий по любому другому входящему каналу, и могут иметь произвольную длину, в том числе постоянную. Если во входящем канале пакеты отсутствуют, то ресурс выходного канала ему не предоставляется.
Поскольку выходной канал может быть занят, на входах предусмотрены буферы для хранения пакетов. В связи с этим некоторые пакеты могут
быть доставлены в место назначения с переменными задержками.

#### Основные применения
- сети коммутации пакетов, в том числе сети с быстрой коммутацией пакетов.

### Мультиплексирование с разделением по длине волны (WDM)

#### Технология
Мультиплексирование с разделением по длине волны (англ. WDM, Wavelength Division Multiplexing) предполагает передачу по одному оптоволоконному кабелю потоков данных с различными длинами волн. В основе технологии лежит факт того, что волны с разными длинами распространяются независимо друг от друга. Выделяют три основных типа спектрального уплотнения: WDM, CWDM и DWDM.

#### Основные применения
- городские сети передачи данных
- магистральные сети передачи данных

#### Применение мультиплексирования современными поставщиками ШПД (широкополосный доступ)
Мультиплексирование (овербукинг) современными провайдерами ШПД обусловлено экономическими и технологическими особенностями сетей передачи данных.
Экономические особенности передачи данных состоят в следующем. При вводе одной точки доступа со 100 Мбит/с провайдер в состоянии подключить порядка 100 клиентов с заявленной скоростью в 100 Мбит/с, без потери видимого ощущения скорости Интернета. Рассмотрим подробнее: допустим, стоимость 100 Мбит/сек равна 100 000 рублей. Не каждая фирма или частное лицо способно оплачивать постоянный доступ по такой цене. Если поставщик назначит цену в 2000 рублей за доступ к такой полосе, и продаст этот доступ 50—100 пользователям, он получит прибыль, а пользователи — доступную услугу.
Что касается скорости доступа для пользователей. Допустим, 10 из 100 пользователей одновременно скачивают «тяжёлый» продукт из сети. У каждого провайдера стоит система распределения нагрузки, то есть заполучить весь канал в 100 Мбит/сек у пользователя не получится. Система ограничит ваш канал по определённой формуле, но даже при скорости скачивания в 10 Мбит/с загрузка файла размером в 30 Мбайт займет не более 30 секунд. Далее ваша нагрузка на канал сведётся к просмотру страниц и пользованию почтой. Если масштабировать ситуацию и принять, что у поставщика таких каналов связи и, соответственно, пользователей больше в сотни и тысячи раз, можно представить, что в каждый определённый промежуток времени каждый пользователь физически не способен запрашивать столько информации, чтобы загрузить канал. Поэтому скорость может незначительно снижаться в «часы пик» и оставаться на заявленном уровне в остальное время.